# Carlos Enrique Bayo
Carlos Enrique Bayo (Barcelona, 1956) és un periodista que va ser director del diari digital en castellà Público del 2012 al 2016 després de ser corresponsal a Moscou i Washington.

## Trajectòria
Va començar a cursar la llicenciatura de Física i va deixar-la per dedicar-se plenament al periodisme.
Va ser corresponsal a Moscou (1986-1992) i Washington (1992-1996). Va dirigir Investigació política a Diario16 del 1996 al 1997.
Corresponsal de guerra a Indoxina, Afganistan, Orient Mitjà i el Caucas, també ha estat enviat especial a desenes d'esdeveniments, des de cimeres de superpotències a terratrèmols, incloses les catàstrofes de Bhopal (Índia, 1984) i Txernòbil (URSS, 1986), per a mitjans com El Periódico de Catalunya, El País, Diario16 i Canvio16, o l'Agència EFE.
Ha estat responsable d'internacional en cinc diaris diferents, subdirector del Diari de Sevilla i de La Voz de Asturias, director adjunt d'ADN, director de publicacions del Grup Joly i director del diari Público des de 2012 fins a 2016 on després va passar a ser cap d'investigació.
El 2016, va publicar una exclusiva referent a la suposada conspiració de Jorge Fernández Díaz, aleshores ministre de l'Interior, amb el cap de l'Oficina Antifrau de Catalunya. El 2019 va publicar una sèrie d'exclusives sobre les relacions entre l'iman de Ripoll i el Centre Nacional d'Intel·ligència.
Va ser el principal investigador i guionista de l'exitós documental Les clavegueres d'Interior, produït per Mediapro (2017). Ha participat com a entrevistat principal en altres documentals televisats sobre guerra bruta i clavegueres de l'Estat, i ha participat com a especialista en nombrosos programes de TV i de ràdio.

## Llibres
- Los grandes hechos del siglo XX nº 49: La guerra de Vietnam (1982)
- Así no se puede vivir: antología del disparate soviético (1992)
- Las cinco vidas de Lidia Falcón (2015) como colaborador
- Toda la verdad (y todas las mentiras) de la guerra de Irak (2018) con Francesc Lausín